# 阿扎瓦克犬
阿扎瓦克犬（英文：Azawakh）
出众的运动员外貌，异乎寻常的速度，能够达到每小时64公里，而且耐力相当强。这种沙漠灵提狩猎时不会将猎物杀死，而是使猎物受重伤，这是因为死猎物在灼热的阳光下很快会变质。

## 历史
撒哈拉南部的图阿雷格人所培育，用来减慢瞪羚或其他猎物的速度，以便猎人有机会出手制服或猎杀猎物。